# Harmothoe sanctaehelenae
Harmothoe sanctaehelenae är en ringmaskart som beskrevs av Francis Day 1949. Harmothoe sanctaehelenae ingår i släktet Harmothoe och familjen Polynoidae. Inga underarter finns listade i Catalogue of Life.